# Pierre Jansen
Pierre Georges Cornil Jansen (Roubaix, 28 febbraio 1930 – Saint-Pierre-Saint-Jean, 13 agosto 2015) è stato un compositore francese di colonne sonore cinematografiche.

## Biografia
Collaborò spesso con il regista Claude Chabrol, per il quale compose le colonne sonore di numerosi film. Nel 1979 fu candidato al Premio César per la migliore musica da film da film per Violette Nozière.

## Filmografia parziale

### Per Claude Chabrol
- Donne facili (Les bonnes femmes) (1960)
- I bellimbusti (Les godelureaux) (1961)
- L'avarizia (L'avarice), episodio del film I sette peccati capitali (Les sept péchés capitaux) (1962)
- L'occhio del maligno (L'Oeil du malin) (1962)
- Ofelia (Ophélia) (1963)
- Landru (1963)
- L'uomo che vendette la Tour Eiffel (L'Homme qui vendit la Tour Eiffel) episodio del film Le più belle truffe del mondo (Les plus belles escroqueries du monde) (1964)
- La tigre ama la carne fresca (Le tigre aime la chair fraiche) (1964)
- Marie Chantal contro il dr. Kha (Marie-Chantal contre le docteur Kha) (1965)
- La tigre profumata alla dinamite (Le tigre se parfume à la dynamite) (1965)
- La linea di demarcazione (La ligne de démarcation) (1966)
- Le scandale - Delitti e champagne (Le scandale) (1967)
- Criminal story (La route de Corinthe) (1967)
- Les biches - Le cerbiatte (Les biches) (1968)
- Stéphane, una moglie infedele (La femme infidèle) (1969)
- Ucciderò un uomo (Que la bête meure) (1969)
- Il tagliagole (Le boucher) (1970)
- All'ombra del delitto (La Rupture) (1970)
- Sul far della notte (Juste avant la nuit) (1971)
- Dieci incredibili giorni (La décade prodigieuse) (1971)
- Trappola per un lupo (Docteur Popaul) (1972)
- L'amico di famiglia (Les noces rouges) (1973)
- Sterminate "Gruppo Zero" (Nada) (1974)
- Una gita di piacere (Une partie de plaisir) (1975)
- Gli innocenti dalle mani sporche (Les innocents aux mains sales) (1975)
- Alice (Alice ou la dernière fugue) (1977)
- Rosso nel buio (Les liens du sang) (1978)
- Violette Nozière (1978)
- Le cheval d'orgueil (1980)

### Per altri autori
- 317º battaglione d'assalto (317eme section), regia di Pierre Schoendoerffer (1965)
- Une si jeune paix, regia di Jacques Charby (1965)
- Obiettivo 500 milioni (Objectif: 500 millions), regia di Pierre Schoendoerffer (1966)
- La battaglia del Mediterraneo (Flammes sur l'Adriatique), regia di Alexandre Astruc (1968)
- Happening, regia di Marc Boureau (1968)
- La mano (La main), regia di Henri Glaeser (1969)
- Le cri du coeur, regia di Claude Lallemand (1974)
- Nuit d'or, regia di Serge Moati (1976)
- La merlettaia (La dentellière), regia di Claude Goretta (1977)
- L'état sauvage, regia di Francis Girod (1978)
- L'Œil du maître, regia di Stéphane Kurc (1980)
- Il grande fratello (Le grand frère), regia di Francis Girod (1982)
- Monsieur de Pourceaugnac, regia di Michel Mitrani (1985)
- La Folle Journée ou Le Mariage de Figaro, regia di Roger Coggio (1989)
- Boulevard des hirondelles, regia di Josée Yanne (1991)